# Silvie van der Plas
Silvie van der Plas (Rosmalen, 19 april 1998) is een Nederlands voetbalspeelster. Ze speelde drie seizoenen voor vv Alkmaar in de Nederlandse Eredivisie. In het voorjaar van 2020 gaat ze voor FC Eindhoven in de Topklasse spelen.

## Statistieken
| Seizoen | Club       | Land      | Competitie | Wedstrijden | Doelpunten |
| ------- | ---------- | --------- | ---------- | ----------- | ---------- |
| 2017/18 | vv Alkmaar | Nederland | Eredivisie | 21          | 0          |
| 2018/19 | vv Alkmaar | Nederland | Eredivisie | 25          | 2          |
| 2019/20 | vv Alkmaar | Nederland | Eredivisie | 11          | 1          |
| Totaal  | Totaal     | Totaal    | Totaal     | --          | 3          |

Laatste update: september 2020

## Interlands
Van der Plas kwam uit voor Oranje O17 en O19.

## Privé
Van der Plas woont in Amsterdam en volgde de opleiding Sport en Gezondheid aan het ROC in Amstelveen.